# Carme Figueras i Siñol
Carme Figueras i Siñol (Molins de Rei, 12 de juliol de 1955) és una diplomada en ciències físiques i política catalana, diputada al Parlament de Catalunya en la novena legislatura i al Congrés dels Diputats en la cinquena.

## Biografia
Amb estudis de ciències físiques, és tècnica de l'Administració Local. Membre del consell nacional del PSC i de la Comissió Executiva del Baix Llobregat des de 1983, fou escollida regidora a l'Ajuntament de Molins de Rei a les eleccions municipals de 1983, càrrec que va renovar a les eleccions municipals de 1987, 1991, 1995, 1999 i 2003.
A les eleccions generals espanyoles de 1993 fou escollida diputada per Barcelona al Congrés dels Diputats, on ha estat vocal de la Comissió de Règim de les Administracions Públiques, de la Comissió de Sanitat i Consum i de la Comissió Mixta dels Drets de la Dona, però en dimití el 12 de desembre de 1995 per a presentar-se a les eleccions al Parlament de Catalunya de 1995.
Ha estat diputada al Parlament de Catalunya a les eleccions de 1999, 2003 i 2006. Fou consellera de Benestar i Família l'any 2006, entre maig i novembre, i portaveu adjunta del PSC-CpC. El 2010 fou nomenada membre del Consell de l'Audiovisual de Catalunya, entitat de la qual ha estat vicepresidenta entre juliol de 2010 i febrer de 2022.